# Дребот, Иван Захарович
Иван Захарович Дребот (1913—1983) — подполковник Советской Армии, участник советско-финской и Великой Отечественной войны, Герой Советского Союза (1940).

## Биография
Иван Дребот родился 31 мая 1913 года в селе Паланка Ямпольского уезда Подольской губернии в семье крестьянина. Окончил неполную среднюю школу, затем Ленинградский техникум политпросвещения, после чего работал заведующим клубом посёлка Усть-Ижора (ныне — Колпинского городского совета Ленинградской области). В 1935—1937 годах служил в Рабоче-крестьянской Красной Армии. Окончил школу младших командиров. В 1939 году Дребот был повторно призван в армию. Участвовал в советско-финской войне, будучи командиром отделения 168-го стрелкового полка 24-й стрелковой дивизии 7-й армии Северо-Западного фронта.
12 февраля 1940 года, когда в бою выбыл из строя командный состав роты, младший командир Дребот принял на себя командование и, ворвавшись с восемью бойцами в финскую траншею, выбил из неё противника. В бою он был ранен в ноги, но смог водрузить красный флаг на господствующей высоте.
Указом Президиума Верховного Совета СССР от 11 апреля 1940 года за «образцовое выполнение боевых заданий командования на фронте борьбы с финской белогвардейщиной и проявленные при этом отвагу и геройство» младший командир Иван Дребот был удостоен высокого звания Героя Советского Союза с вручением ордена Ленина и медали «Золотая Звезда» за номером 397.
После окончания войны Дребот продолжил службу в Советской Армии. Участвовал в Великой Отечественной войне. В 1942 году окончил ускоренный курс Военной академии связи, в 1950 году — Высшую офицерскую школу связи. В 1965 году в звании подполковника Дребот был уволен в запас. Проживал в посёлке Болшево (ныне — в черте города Королёв Московской области), работал контролёром отдела технического контроля на заводе в Мытищах. Умер 10 мая 1983 года.
Был также награждён орденом Красной Звезды и рядом медалей.